# American Electric

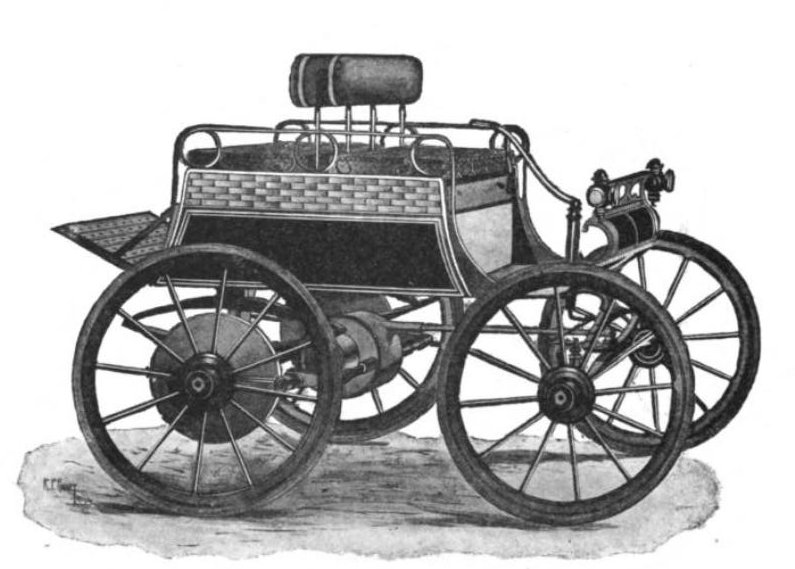
Un American Electric Dos-A-Dos de 1900.

El American Electric fue un automóvil eléctrico estadounidense fabricado en Chicago entre 1899 y 1902 y en Hoboken, Nueva Jersey en 1902. La compañía fue fundada por Clinton Edgar Woods en 1895 como American Electric Vehicle Co. Chicago, y se fusionó con Indiana Bicycle Co. para convertirse en Waverly en 1898 y más tarde en Pope-Waverley.
La compañía construyó una variada gama de vehículos eléctricos (algunos de ellos "dos-a-dos" de cuatro plazas) que se afirmaba podían alcanzar las 35 millas (56 km) a 50 millas (80 km) por hora. Quizás de forma optimista, el fabricante afirmaba que "muy pocos vehículos privados serán nunca sometidos a tal prueba". La compañía se mudó a Nueva Jersey en 1902, “para encontrar clientes más ricos” según una declaración de la propia compañía, pero posteriormente cesó sus operaciones en aquel año.